# Kuweires Sharqi
Kuweires Sharqi (tiếng Ả Rập: كويرس شرقي, đã Latinh hoá: East Kuweires) là một thị trấn ở phía đông tỉnh Aleppo, tây bắc Syria, hầu hết được biết đến với căn cứ không quân quân sự Kuweires 1 km (0,62 mi) về phía đông bắc. Nằm trên đồng bằng Dayr Hafir phía bắc hồ Jabbul, khoảng 30 km (19 mi)     phía đông thành phố Aleppo và 15 km (9,3 mi) về phía tây của Dayr Hafir, Kuweires Sharqi là trung tâm hành chính của Nahiya Kuweires Sharqi ở quận Dayr Hafir. Trong cuộc điều tra dân số năm 2004, nó có dân số 3.129 người.  

Kuwayris Sharqi là trung tâm hành chính của Nahiya Kuweires Sharqi của quận Dayr Hafir.